# Malakat
Malakat (amharisch መለከት), auch mäläkät, meleket, meleketa, Plural malakatoc, mäläkätoč, ist eine lange gerade Naturtrompete der Amharen und Tigray im zentralen Hochland von Äthiopien, die bei zeremoniellen Anlässen als Signalinstrument verwendet wird und früher zu den Insignien der Herrscher gehörte. Auf die meist aus Bambus gefertigte Röhre ist ein Schallbecher aus Metall oder dem Hals einer Kalebasse aufgesetzt, ältere Abbildungen zeigen ein gebogenes Instrument mit einem Schallbecher aus einem Rinderhorn.

## Herkunft

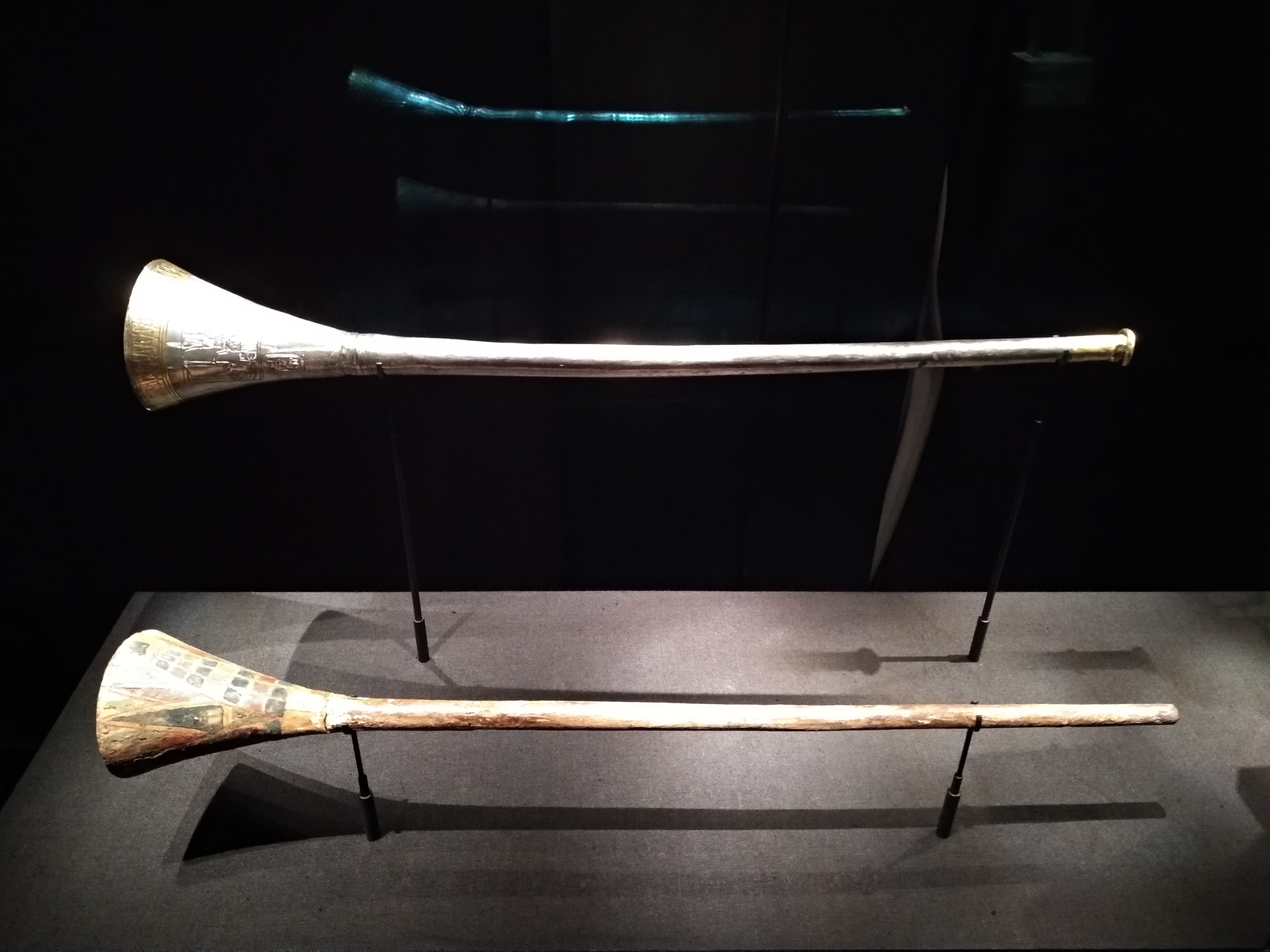
Oben Silbertrompete aus Tutanchamuns Grab, unten passgenauer bemalter Holzstab, der zum Schutz vor Beschädigungen der dünnwandigen Röhre beim Transport hineingesteckt wurde.

Im aksumitischen Reich, das vom 1. bis zum 10. Jahrhundert im Norden des heutigen Äthiopien und auf dem Gebiet Eritreas existierte, wurde mit Ge'ez (Altäthiopisch) eine semitische Sprache gesprochen, was in der im 13. Jahrhundert verfassten Herkunftslegende Kebra Negest der äthiopischen Kaiser mit einer Einwanderung der Hochlandbewohner aus Südarabien, dem Reich des Königs Salomo, im 1. Jahrtausend v. Chr. erklärt wird. Im 4. Jahrhundert wurde in Aksum das Christentum zur Staatsreligion erklärt und mit der – so die Legende – „Wiederherstellung“ der Salomonischen Dynastie Ende des 13. Jahrhunderts konstituierte sich die äthiopisch-orthodoxe Nation etwas weiter südlich auf dem Hochland im Siedlungsgebiet der Amharen. Mit ihrem aus dem Kebra Negest hergeleiteten Hegemonieanspruch gelang es den Amharen und Tigray, ein großes Gebiet im nordöstlichen Afrika zu erobern und mit ihrer Kultur zu prägen.
Die malakat war ein Symbol der äthiopischen Königshäuser und ein zeremonieller Signalgeber. Das altäthiopische Wort malakat stand allgemein für „Trompete“ und für „Signalinstrument“. Es wird von der Konsonantenwurzel mlkt, „jemandes Aufmerksamkeit auf etwas lenken, hinweisen“ abgeleitet. Verwandt ist altäthiopisch malkata (መልከተ), „bezeichnen, signalisieren, herzeigen, anzeigen“. In der amharischen Bibelübersetzung werden die „Trompete“ oder „Horn“ bezeichnenden Wörter des Alten Testaments mit malakat wiedergegeben, so das Wort schofar, das in 66 Versen in der Hebräischen Bibel vorkommt, beispielsweise in (1 Sam 13,3 ) und (1. Chronik 15,28 ). Somit hat die malakat einen besonderen Status für äthiopisch-orthodoxen Christen.
Das hebräische Wort chazozra wird 31 Mal im Alten Testament erwähnt, hauptsächlich als Kultinstrument der Priester im Tempel, daneben wurde die chazozra von den Priestern auch außerhalb des Tempels zur Versammlung der Gemeinde, bei feierlichen Anlässen und im Krieg geblasen. Joachim Braum (1999) verbindet das Wort mit der arabischen Konsonantenwurzel hsr („heulen“, „schreien“), während David Wulstan das hebräische hsr mit „Gehäuse“, „Umzäunung“, also „Röhre“ (und deshalb in der Vulgata als tuba übernommen) übersetzt. Auch wenn der Name damit nicht aus dem Ägyptischen stammt, so gilt als gesichert, dass die chazozra aus einer schmalen Silberröhre mit einem breiten Schallbecher bestand und den in Form und Material ähnlichen altägyptischen Militärtrompeten scheneb entsprach. Im Grab des Tutanchamun (reg. um 1332–1323) wurden eine 58 Zentimeter lange Trompete aus Silber und eine 49 Zentimeter lange Trompete aus teilweise vergoldetem Bronzeblech gefunden, die beide zwei Töne produzierten. Der aus dem Glauben an Wiedergeburt hervorgegangene pflegliche Umgang mit den Grabbeigaben sorgte dafür, dass unter anderen kostbaren Gegenständen einige altägyptische Musikinstrumente erhalten blieben. Die Trompeten hatten offenbar zunächst eine Bedeutung beim Totenkult und dienten später auch zur Übermittlung von Anordnungen des Pharaos; die im Palast angestellten Trompetenbläser dürften demnach einen hohen Rang bekleidet haben. Weil das Trompetenspiel auch im christlichen Ritus in Ägypten beibehalten wurde, erkennt Hans Hickmann (1949) hier den Ursprung der äthiopischen Trompetenspieltradition der malakat. Hickmann führt an, dass der frühchristliche Philosoph Clemens von Alexandria (um 150 – um 215) Christus als Trompetenbläser bezeichnete.
In ihrer Form und Funktion als religiöses Kultinstrument und militärisches Signalinstrument zur Weitergabe von Befehlen waren die altägyptischen Trompeten im antiken Griechenland Vorbild für die gerade, annähernd zylindrische salpinx und für die römische tuba. Älter als die ägyptischen Trompeten ist die vermutlich früheste Darstellung einer Trompete in Mesopotamien, die auf einem bruchstückhaft erhaltenen sumerischen Steinrelief aus Ḫafāǧī zu sehen ist, das auf etwa 2600 v. Chr. in die Mesilim-Zeit datiert wird. Ein bärtiger Mann bläst in ein langes gerades Rohr mit einem glockenförmigen Schallbecher.
In der islamischen Zeit wurden Metalltrompeten vom Maghreb über den Mittleren Osten bis nach Zentralasien verbreitet. Die lange zylindrische karna gehörte im Mittelalter zu den persischen Militärmusikkapellen und kommt unter diesem Namen bis heute in der zeremoniellen Musik in Nordindien (regional bhankora) und in Zentralasien vor, wo die karnai etwa zum Programm von Hochzeiten in Tadschikistan gehört. Eine schrill klingende Metalltrompete mit einer zylindrischen Röhre war die in den islamischen Ländern von Nordafrika bis Südasien verbreitete nafīr, die noch zeremoniell in Marokko eingesetzt wird.

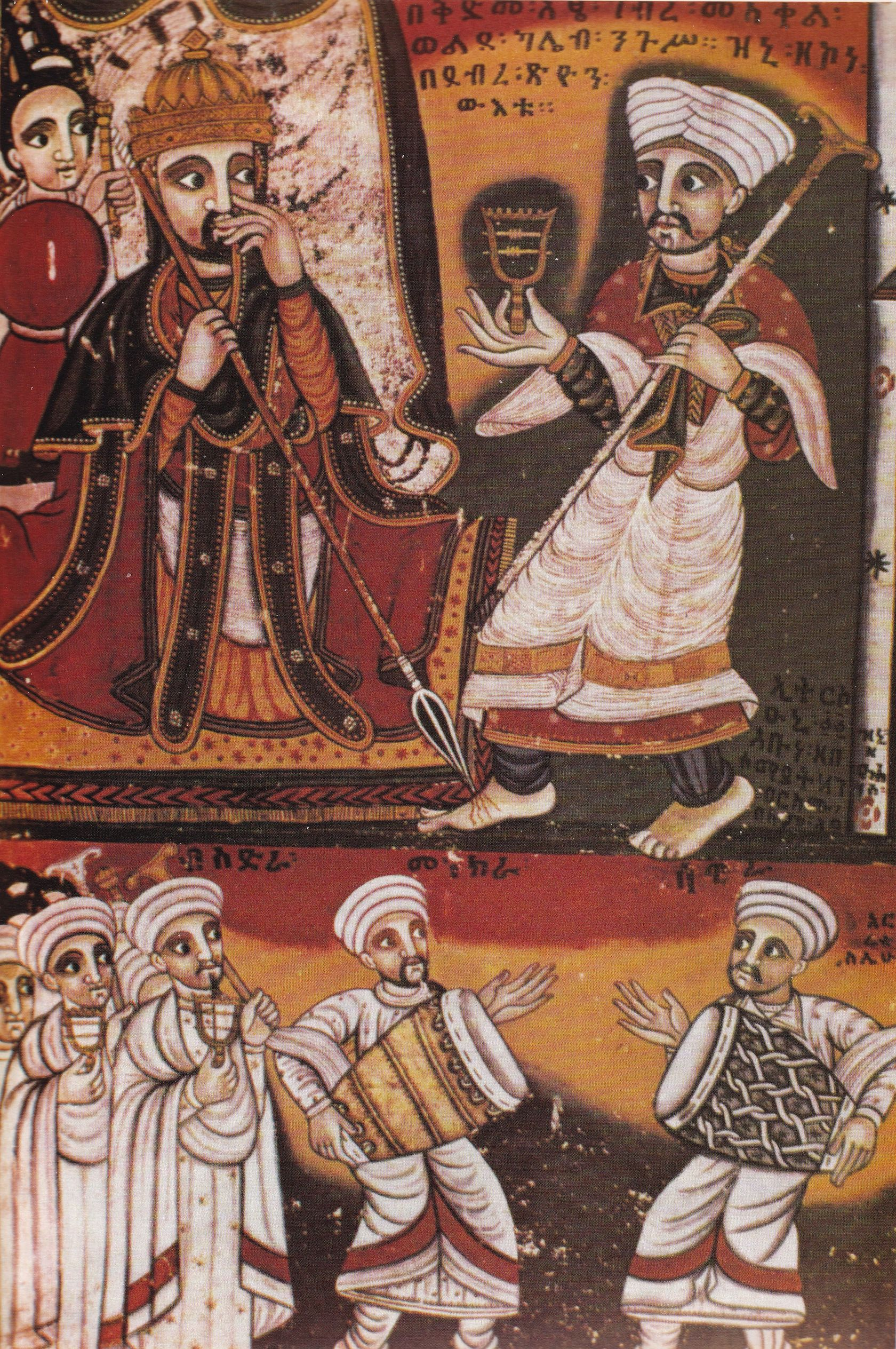
Yared mit einem Sistrum in der rechten Hand singt vor dem König Gebre Meskel, der vor Verzückung versehentlich seinen Speer in den Fuß des Sängers spießt. Links oben hinter dem König ein Musiker mit einer malakat. Darunter singende und tanzende Priester mit der Fasstrommel kebero. Mittelalterliche Miniatur aus einem Manuskript der Hymnensammlung Diggua.

Metalltrompeten erreichten durch die Araber den Südrand der Sahara, wann und auf welchem Weg ist nicht genau geklärt. Veit Erlmann (1973) sieht in der Kano-Chronik den frühesten Beleg für lange Metalltrompeten südlich der Sahara. Diese Chronik zur Geschichte der Volk wurden von einem Arabisch sprechenden Autor verfasst, der mutmaßlich aus dem Norden kam und sich in Kano (Nordnigeria) niedergelassen hatte. Demnach wurden in Kano erstmals unter dem Herrscher Sarki Tsamia (reg. 1307–1343) als kakaki bekannte Langtrompeten eingesetzt, zu einer Zeit, als sich auch der Islam in dieser Region verbreitete. Der marokkanische Reisende Ibn Battūta (1304–1368/1377) berichtet von Elfenbeintrompeten (arabisch būq für konische Hörner), die er westlich von Nigeria bei der Durchquerung des heutigen Mali sah. Das Zeremonialorchester des muslimischen Sultans von Mali, Sulaiman Kaita, bestand demnach aus Trommeln und Elfenbeintrompeten. K. A. Gourlay (1982) nimmt an, dass zur Zeit von Ibn Battūta in Mali noch keine Metalltrompeten vorhanden waren, weil dieser sie sonst erwähnt hätte. Lange Metalltrompeten (arabisch buq) gab es zur Zeit der von 969 bis 1171 regierenden Fatimiden in Ägypten. Zum höfischen Leben der Fatimiden gehörte eine zeremonielle Prozession mit zehn Trompeten aus Gold und dreißig Trompeten aus Silber, die von Reitern geblasen wurden, hinzu kam eine weit größere Zahl von zu Fuß gehenden Musikanten mit Messingtrompeten. Auf einer Darstellung eines ägyptischen Militärorchesters aus dem 14. Jahrhundert blasen Musiker Metalltrompeten, an deren Röhren Wülste wie bei der heutigen kakaki erkennbar sind. Daraus schließt Gourlay, dass Metalltrompeten nach dem 14. Jahrhundert entweder über Tunesien von Norden durch die Sahara oder ebenso wahrscheinlich flussaufwärts am Nil in die westliche Sudanregion gelangten.
Die Tradition von Naturtrompeten in Zeremonialorchestern afrikanischer Herrscher bestand bereits vor der Einführung von Metalltrompeten mit der islamisch-arabischen Kultur. Wie der in der ersten Hälfte des 14. Jahrhunderts lebende arabische Historiker al-Umari berichtet, wurden im Zeremonialorchester des Sultanats Ifat, das vom Ende des 13. Jahrhunderts bis Anfang des 15. Jahrhunderts am Horn von Afrika bestand, Bambustrompeten mit als Schallbecher aufgesetzten Kuhhörnern geblasen. Geleitet wurde es vom besonders laut klingenden Antilopenhorn janba. Wie im muslimischen Sultanat Ifat hatten auch die arabisch-persischen Swahili-Herrscher an der ostafrikanischen Küste aus der schwarzafrikanischen Tradition stammende Trompeten als Repräsentationsinstrumente übernommen: die quer geblasene Elfenbeintrompete siwa und für weniger bedeutende Anlässe das quer geblasene Rinderhorn mbiu. In den Königshäusern von Uganda und Ruanda spielte das Zeremonialensemble amakondera mit Quertrompeten aus Bambus und Kalebassen.
Wann die malakat im von islamischen Reichen umgebenen äthiopischen Hochland eingeführt wurde, ist nicht bekannt. In ihrer Bauform steht sie mit der altägyptischen scheneb und arabischen schlanken Längstrompeten wie der kakaki, aber nicht mit den afrikanischen Querhörnern in Beziehung. André Schaeffner (1952) verweist auf eine sprachliche Verbindung zwischen dem arabisch-persischen Wort karna und den aus Äthiopien überlieferten alten Trompetennamen karen und kenet. Im Reich Wadai hieß die Trompete kirtim und die Hausa nennen das Mundstück ihrer Metalltrompete karan kakaki.
Gemäß der äthiopisch-orthodoxen Überlieferung ist das Singen von Psalmen eine bis zu König Salomo zurückreichende Tradition. Demnach war es der im 6. Jahrhundert im aksumitischen Reich lebende heilige Yared, der die äthiopische Kirchenmusik (zema) einschließlich der aus Melodie, Gesang und Bewegung bestehenden Liturgie einführte. Yared komponierte Hymnen für jeden Feiertag und jeden Kirchenheiligen. Er lebte während der Blütezeit des Reiches in der Hauptstadt Aksum unter König Gebre Meskel (reg. 530–571), der sein Schutzherr und Bewunderer war. Der Monarch hörte häufig dem Gesang Yareds zu und beim letzten Gesangsvortrag geriet er derart in eine spirituelle Verzückung, dass er aus Versehen seinen Speer in den Fuß des Sängers stieß. Viel Blut spritzte aus dem Fuß, was Yared erst bemerkte, als er seine Hymne beendet hatte, so heißt es in der Legende. Der über den von ihm zugefügten Schmerz betrübte König versprach Yared als Entschädigung, ihm jeden Wunsch zu erfüllen. Yared erbat vom König, sich in die Einsamkeit zurückziehen zu dürfen, um sich dort der Musik und Meditation zu widmen. So lebte Yared zuletzt in den Semien-Bergen, von wo nach Ansicht von Gläubigen der niemals Gestorbene eines Tages zurückkehren wird, um weiterhin zu singen und zu musizieren. Yareds Werk Diggua ist die bedeutendste Hymnensammlung der äthiopisch-orthodoxen Kirche. Ein Manuskript des Diggua wurde vormals in der Tana-Kirkos-Kirche auf einer Insel im Tanasee aufbewahrt, wo sich Yared zwei Jahre aufgehalten und sein Werk verfasst haben soll. Eine Miniatur auf einem Pergament dieses Manuskripts zeigt die Szene mit Yared, der einen Priesterstab und ein Sistrum (sanasel) in den Händen hält, auf der rechten Seite und links Gebre Meskel mit seinem Speer. Hinter dem König ist ein Musiker mit einer gebogenen malakat zu sehen. Die malakat war demzufolge im Mittelalter im rituellen Gebrauch der Kirche. Eine jüngere Kopie dieser Szene mit leuchtenderen Farben ist ein Wandbild in der Kirche St. Maria von Zion in Aksum. Die dort abgebildete malakat ist eine lange Holztrompete mit einem Schallbecher aus einem gebogenen Rinderhorn.
In einem um 1500 datierten Evangeliar auf Pergament ist eine Miniatur von der Reise der drei Weisen aus dem Morgenland, die dem Stern nach Bethlehem folgen, enthalten. Die drei Weisen (amharisch seb’a segel, „Wahrsager“) haben im äthiopischen Volksglauben eine magische Schutzfunktion. Einer der drei Weisen, Kesad, reitet auf einem Pferd in die Stadt und wird von beidseits in einer Reihe stehenden Männern, die Tücher ausbreiten, vor den Blicken der Zuschauermenge abgeschirmt. Im oberen Feld blasen Musiker gerade Trompeten mit konischen Schallbechern, während im unteren Feld auf Eseln sitzende Trommler große Kesseltrommeln schlagen.
Der französische Komponist Jean-Benjamin de La Borde (1734–1794) erwähnt die malakat in seinem 1780 in Paris veröffentlichten Essai sur la musique ancienne et moderne. Unter den nach Ländern geordneten Trompeten gehört der malakat ein Absatz im Catalogue descriptif & analytique von 1888 des belgischen Instrumentenkundlers Victor-Charles Mahillon.

## Verbreitung von Längstrompeten

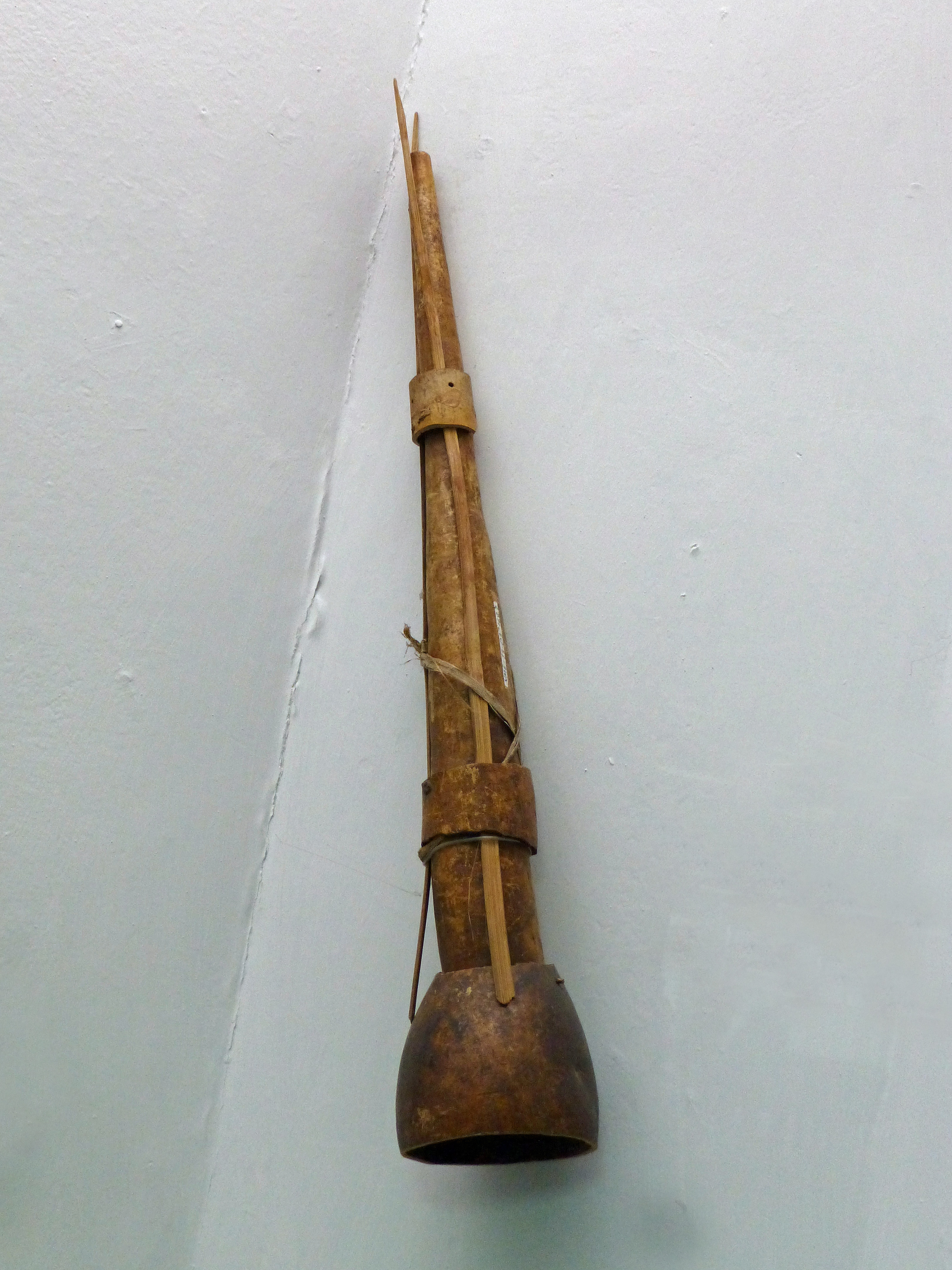
Längs geblasene Holztrompete mit Kalebassen-Schallbecher aus Äthiopien. Die Form ähnelt der zylindrischen Holztrompete asukusuk der Iteso in Uganda, die Stabilisierungsleisten entsprechen der waza der Berta.

Bis auf ein seitliches Anblasloch unbearbeitete Rinderhörner oder Antilopenhörner wie das Kuduhorn oder das phalaphala im südlichen Afrika sind südlich der Sahara weit verbreitet und kommen wesentlich häufiger als Längstrompeten vor. Sie werden stets rituell verwendet: bei höfischen Zeremonien, als Aufruf zu Versammlungen, bei Initiationsriten, magischen Krankenheilungen oder früher bei gemeinschaftlichen Jagden. Die meisten afrikanischen Naturtrompeten sind Eintonhörner, die aber – wie Ensembles aus mehreren Eintonflöten – im Zusammenspiel unterschiedlich gestimmter Instrumente zur Melodiebildung verwendet werden können. Beispiele hierfür sind die aus Kalebassen zusammengesetzte Längstrompete waza an der Grenze von Sudan und Äthiopien, die aus einem einzigen Flaschenkürbis bestehende pina (penah) der Gumuz in derselben Region und die aus drei Kalebassen zusammengesetzte 90 Zentimeter lange agolora der Logo im Nordosten des Kongo.
Die zur omotischen Sprachfamilie gehörenden Wolaytta (Wellayitta) in Südäthiopien verwendeten früher eine etwa 1,5 Meter lange zylindrische Trompete (pororessa) aus Holz (Bambus) mit einem Durchmesser von 3 Zentimetern, die hauptsächlich einen Ton produzierte. Drei Musiker begleiteten mit diesen Trompeten Gesänge. Bei den ebenfalls eine omotische Sprache sprechenden Dizi gehörten Elfenbeintrompeten zu den Insignien der Häuptlinge.
Eine konische Metalltrompete, die einen Ton erzeugt, ist die turumba der Amharen, die bei 30 bis 40 Zentimetern Gesamtlänge aus einer 10 Zentimeter langen zylindrischen Röhre am oberen Ende, einer in einem stumpfen Winkel angeschweißten konischen Röhre und einem trichterförmigen Schallbecher besteht. Die turumba dient als Signalinstrument zur Bekanntgabe von Beerdigungen und anderen Versammlungen. Hierzu geht ein turumba-Spieler durch die Straßen, bläst zuerst in sein Instrument und verkündet dann die Nachricht. Bei den Tigray im nördlichen Hochland begleitet die turumba außerdem zusammen mit der Fasstrommel kebero Lieder bei Hochzeiten. Ähnliche Trompeten sind in anderen Regionen Äthiopiens und im Südsudan (dort als trumba) bekannt.
Eine in ihrer Länge der malakat ähnliche zylindrische Längstrompete aus Holz ist die aporo der nilotischen Labwor und Nyakwai in der Region Karamoja im Nordosten von Uganda. Die aus aporo-Holz (daher der Instrumentenname) bestehende Röhre ist bis zu 91 Zentimeter lang, hat einen Durchmesser von 5,5 Zentimetern und kann gleichermaßen von beiden Enden geblasen werden. Mehrere Frauen spielen aporo zusammen mit Trommeln zur Begleitung eines Tanzes. Die asukusuk der Iteso in Ostuganda ist bis zu 140 Zentimeter lang und besitzt einen Schallbecher aus einer Kalebasse, der auf die zylindrische Holzröhre aufgesetzt ist. Sie wird in einem Ensemble von drei oder mehr männlichen Musikern zur Tanzbegleitung gespielt.

## Bauform
Victor-Charles Mahillon (1888) beschreibt die in seinem Katalog abgebildete malakat als Bambusröhre mit einer schlanken Kalebasse als Schallbecher. Beide sind über ein gekrümmtes Stück Horn miteinander verbunden, sodass der Schallbecher einen beinahe rechten Winkel zur Röhre bildet. Die Bauteile sind mit Haut überzogen. Am oberen Ende befindet sich ein bis zwei Zentimeter vom Rand entfernt eine seitliche Öffnung. Wegen der akustisch wenig brauchbaren Form der Bohrung und ohne ein geeignetes Trompetenmundstück produzierte Mahillons 110 Zentimeter langes Instrument die unharmonischen Töne b und as1 anstatt einer reinen Oktave.
Hans Hickmann (1949) zufolge besteht die malakat aus einem Bambusrohr und einem kupfernen Schallbecher, dessen Rand teilweise verziert ist. Die Trompete ist mit Haut bezogen und die seitliche Öffnung am oberen Ende fungiert als Stimmloch.
Nach der Beschreibung von Michael Powne (1963) ist die malakat gut 90 Zentimeter lang. Die Bambusröhre endet in einem Schallbecher, der entweder aus Kupferblech oder aus dem Hals einer Kalebasse besteht. Das Rohr ist manchmal vollständig mit Haut (Leder) überzogen und gelegentlich mit eingebrannten Mustern dekoriert. Der Schallbecher kann mit Perlen oder Kaurischnecken verziert sein. Powne untersuchte zwei Museumsexemplare von 98 und 105 Zentimetern Länge, von denen eines ein sehr einfaches Instrument ist, bei dem der Schallbecher aus Blech besteht, dessen Übergang zum Rohr das Metallgehäuse einer Taschenlampe bildet. Das Rohr ist mit Stoffstreifen und Draht umwickelt. Sein Mundstück stammt von einer europäischen Trompete oder einem anderen Blechblasinstrument. Beim anderen Exemplar mit einem Kalebassen-Schallbecher ist kein Mundstück vorhanden und der Spieler bläst in das offene Ende des Bambusrohrs. Nur dieses Instrument besitzt ein seitliches Loch am oberen Ende, das geöffnet einen Halbton über dem höchsten Ton erzeugt.
Das Museum der Universität Addis Abeba stellt drei malakat aus, deren Länge 95 bis 100 Zentimeter beträgt. Sie entsprechen nicht der von Mahillon beschriebenen gekrümmten Bauart, sondern der heutigen Form einer schlanken Langtrompete. Auf die dünnen Bambusröhren sind kesselförmige Mundstücke aus Metall mit 3 bis 4 Zentimeter Durchmesser aufgesteckt. Bei anderen Instrumenten wird als Mundstück das schlanke Ende eines Flaschenkürbis verwendet. Die metallenen Schallbecher sind trichterförmig wie bei einer europäischen Trompete und haben Durchmesser zwischen 10 und 12 Zentimeter. Timkehet Teffera (2009) zufolge besitzen nur einige malakat ein seitliches Stimmloch nahe der Anblasöffnung. Ein solches Stimmloch, jedoch am unteren Ende, ist auch bei der ansonsten grifflochlosen Obertonflöte embilta vorhanden. Die Bambusröhre der embilta ist wie die Röhre der malakat ganz oder teilweise mit Lederstreifen oder Stoff überzogen. Bei manchen malakat wurden die Bambus- oder Holzröhren in kurzen Abständen mit Draht umwickelt.

## Spielweise

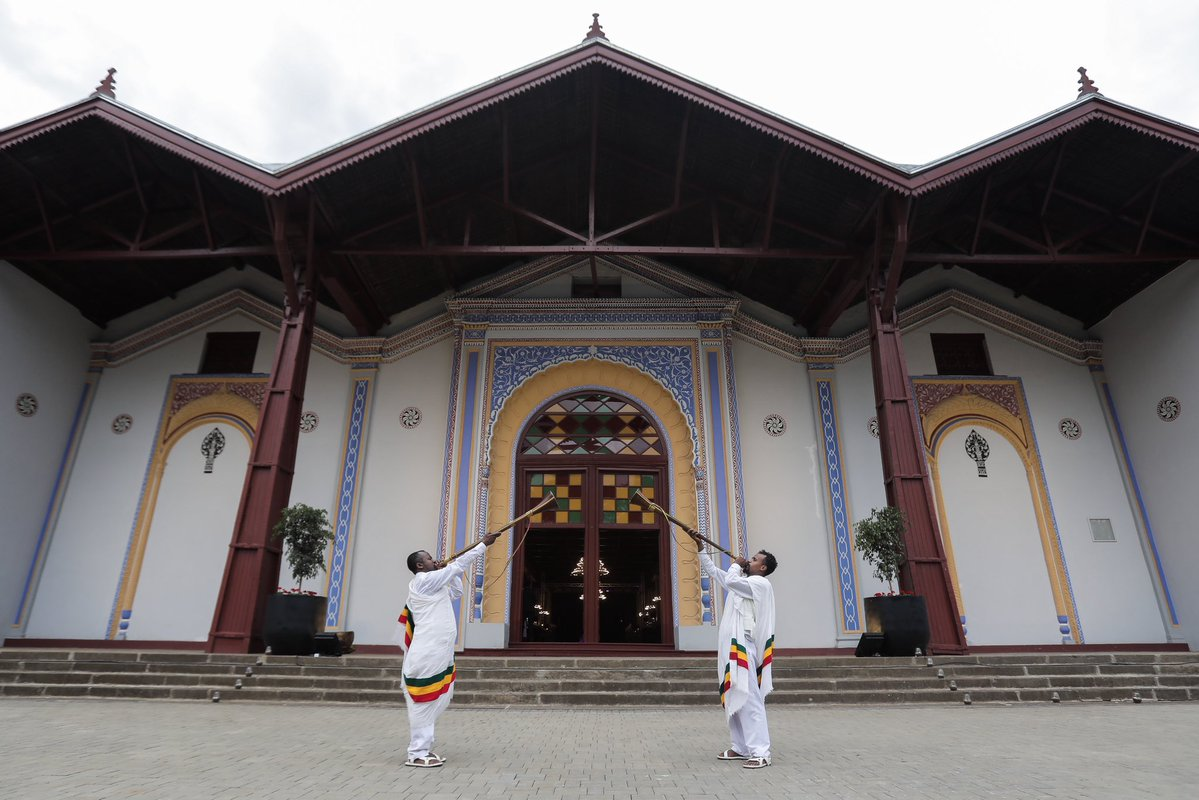
Zwei malakat-Bläser vor einer Veranstaltungshalle in Addis Abeba, 2019. Anlass war ein Gala-Diner für Honoratioren, um ein von Ministerpräsident Abiy Ahmed initiiertes Projekt zur Stadtverschönerung vorzustellen.

Die malakat wird ausschließlich von Männern geblasen. Der Spieler hält die malakat mit einer Hand in der Mitte waagrecht oder leicht nach oben und erzeugt den Ton mit den gegen das Rohrende oder das Kesselmundstück gepressten Lippen. Im Wesentlichen wird ein Ton erzeugt und rhythmisch wiederholt.
Zusammen mit der Flöte embilta und der flachen Kesseltrommel negarit war die malakat eines der Zeremonialinstrumente und Insignien des Königs. Malakat-Spieler gingen oftmals dem Herrscher bei Prozessionen und militärischen Unternehmungen voraus oder kündigten die Ankunft bedeutender Persönlichkeiten an. Europäische Beobachter hoben den „militärische Klang“ der malakat bei diesen Anlässen hervor. Beim Silberjubiläum (25. Regierungsjahr) des Kaisers Haile Selassie (reg. 1930–1974) im Jahr 1955 wurde ein neuer Palast in Addis Abeba fertiggestellt und der Herrscher zog in einer Prozession, der ein Orchester mit zahlreichen Fasstrommeln negarit und malakat vorausmarschierte, durch die Hauptstadt. Das Halbton-Fingerloch wurde dabei offenbar selten oder nicht bedient, falls ein solches bei den gespielten Instrumenten vorhanden war.
In den Herrscherhäusern der Tigray in Aksum wurde die malakat stets einzeln zum Beispiel während eines Festessens eingesetzt. Bei öffentlichen Hofzeremonien der Amharen spielte die malakat in einem Ensemble mit drei Flöten (embilta) und einer Kesseltrommel (negarit).
Eine malakat gehörte Michael Powne (1963) zufolge bei den Amharen und Tigray stets einer angesehenen Person. Wer auch immer ansonsten im Besitz einer malakat war, wähnte sein Ansehen dadurch gesteigert. Dies geht aus einer Anekdote hervor, die der französische Ethnologe Marcel Griaule in seinem Reisebericht Abyssinian Journey (1935) von seiner Teilnahme an einer Bootsfahrt auf dem Tanasee erzählt. Mehrere Männer der Weyto, die eine sozial niedrigstehende Kaste innerhalb der Gesellschaft der Amharen bildeten, fuhren auf einem Floß, um Nilpferde im See zu jagen. Einer der Jäger trug eine malakat am Gürtel und beanspruchte für sich eine Autorität, die er mit dem Besitz der Trompete begründete. Als dem Trompetenbesitzer sein Instrument auf dem See abhandenkam, mussten andere Männer ins Wasser springen, um es zurückzuholen.
Dagegen bezieht sich Timkehet Teffera (2009) auf die Dissertation von Ashenafi Kebede von 1971 und erklärt, dass am Hof nur Sklaven, die in einem adligen Haushalt herangewachsen waren oder die man im Tiefland an der sudanesischen Grenze oder im Süden gefangen genommen hatte, malakat spielten. Da die Trompetenspieler häufig zu dunkelhäutigen nilotischen Völkern, etwa zu den waza spielenden Berta gehörten, wurden sie von den Amharen auch abschätzig schankilla (amharisch ሻንቅላ, gemeint „Schwarze“) genannt. Die am Hof beschäftigten malakat-Spieler galten demnach als niedrige Sozialschicht. Früher herrschte die Vorstellung, so wird Kebede zitiert, das angestrengte Blasen von Trompete oder Flöte würde schmerzhafte unheilbare Hämorrhoiden am After verursachen. Da die Amharen jede körperlich anstrengende oder gefährliche Tätigkeit den Sklaven überließen, war zwangsläufig auch das Musizieren deren Aufgabe. Der Stellenwert, den Musik überhaupt genoss, war entsprechend gering.